# Eufoniu

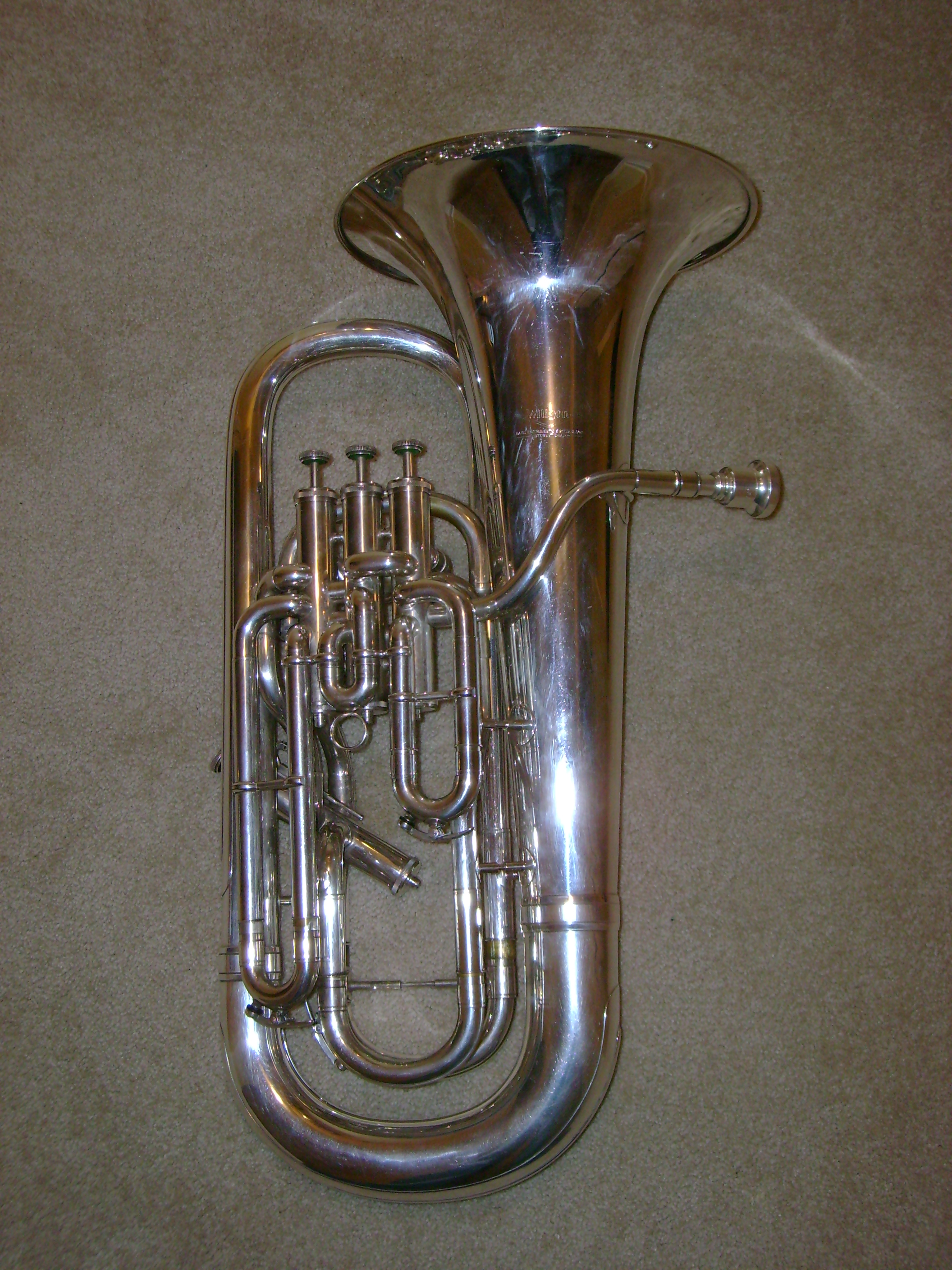
Eufoniu

Eufoniul este un instrument muzical de suflat din alamă, folosit în fanfară, cu registru corespunzător vocii de bariton.
Este un instrument transpozitoriu, acordat în Si b sau în Do. Face parte din familia saxhorn. Este inclus în formațiile de suflători de tip fanfară unde îndeplinește rol armonic, mai rar melodic.